# Championnats du monde de boxe 2025
Ne doit pas être confondu avec les championnats du monde masculins de boxe amateur 2025 et les championnats du monde féminins de boxe amateur 2025 organisés par la Association internationale de boxe.
Les 1ers Championnats du monde de boxe, sous l'égide de la World Boxing se déroulent du 4 au 14 septembre 2025 dans la salle de la M&S Bank Arena à Liverpool, en Angleterre.
Ces championnats sont en rupture avec l'Association internationale de boxe amateur (AIBA) qui organise elle aussi en 2025 ses propres Championnats du monde féminins à Niš et Championnats du monde masculins à Astana.

## Réglement
Le tournoi se déroule selon un format simple à élimination directe, avec un tirage au sort déterminant le parcours vers la finale pour chaque boxeur dans sa catégorie de poids. Les vainqueurs de chaque combat accèdent au tour suivant.
Un combat de boxe, pour les hommes comme pour les femmes, comprend trois rounds de trois minutes, séparés par une pause d'une minute.
Le vainqueur de chaque round est déterminé par trois critères de notation :
1. Nombre de coups efficaces (sur la zone cible) ;
2. Supériorité technique et tactique ;
3. Compétitivité.

La notation est basée sur le système « Ten Point Must », selon lequel les juges attribuent une note de 10 au boxeur gagnant et une note de 9 ou moins au boxeur perdant de chaque round, selon le degré de victoire du boxeur.

## Résultats

### Hommes
| Catégories | Or | Argent | Bronze |
| -50 kg     |    |        |        |
|            |    |        |        |
| -55 kg     |    |        |        |
|            |    |        |        |
| -60 kg     |    |        |        |
|            |    |        |        |
| -65 kg     |    |        |        |
|            |    |        |        |
| -70 kg     |    |        |        |
|            |    |        |        |
| -75 kg     |    |        |        |
|            |    |        |        |
| -80 kg     |    |        |        |
|            |    |        |        |
| -85 kg     |    |        |        |
|            |    |        |        |
| -90 kg     |    |        |        |
|            |    |        |        |
| +90 kg     |    |        |        |
|            |    |        |        |

### Femmes
| Catégories | Or | Argent | Bronze |
| -58 kg     |    |        |        |
|            |    |        |        |
| -51 kg     |    |        |        |
|            |    |        |        |
| -54 kg     |    |        |        |
|            |    |        |        |
| -57 kg     |    |        |        |
|            |    |        |        |
| -60 kg     |    |        |        |
|            |    |        |        |
| -65 kg     |    |        |        |
|            |    |        |        |
| -70 kg     |    |        |        |
|            |    |        |        |
| -75 kg     |    |        |        |
|            |    |        |        |
| -90 kg     |    |        |        |
|            |    |        |        |
| +90 kg     |    |        |        |
|            |    |        |        |

### Tableau des médailles
| Place | Pays | Médaille d'or, monde | Médaille d'argent, monde | Médaille de bronze, monde | Total |
| ----- | ---- | -------------------- | ------------------------ | ------------------------- | ----- |
|       |      |                      |                          |                           |       |
| Total |      |                      |                          |                           |       |